# Паспорт громадянина Ботсвани
Паспорт громадянина Ботсвани — офіційний документ, видатний громадянам Ботсвани для посвідчення їх особи і для поїздок за кордон. Випуском займається англ. Passport Division of the Department of Immigration and Citizenship. 8 березня 2010 почав діяти електронний паспорт для усього населення.